# Johann Karg von Bebenburg
Johann Baptist svobodný pán Karg von Bebenburg (německy Johann Baptist Friedrich Reichsfreieherr Karg von Bebenburg) (7. září 1859 Podmokly – 4. ledna 1934 Budapešť) byl rakousko-uherský generál. Jako absolvent vojenské akademie sloužil v c. k. armádě od roku 1879, byl štábním důstojníkem u různých jednotek v Rakousku, Sedmihradsku a Uhrách. V hodnosti polního podmaršála (1911) byl jako velitel divize na začátku první světové války povolán na východní frontu. Kvůli neúspěchům v Haliči byl odvolán již na podzim 1914 a v letech 1915–1916 zastával podružnou funkci vrchního velitele uherské zeměbrany v Budapešti. V roce 1915 byl povýšen na generála pěchoty, po skončení první světové války byl k datu 1. ledna 1919 penzionován.

## Životopis

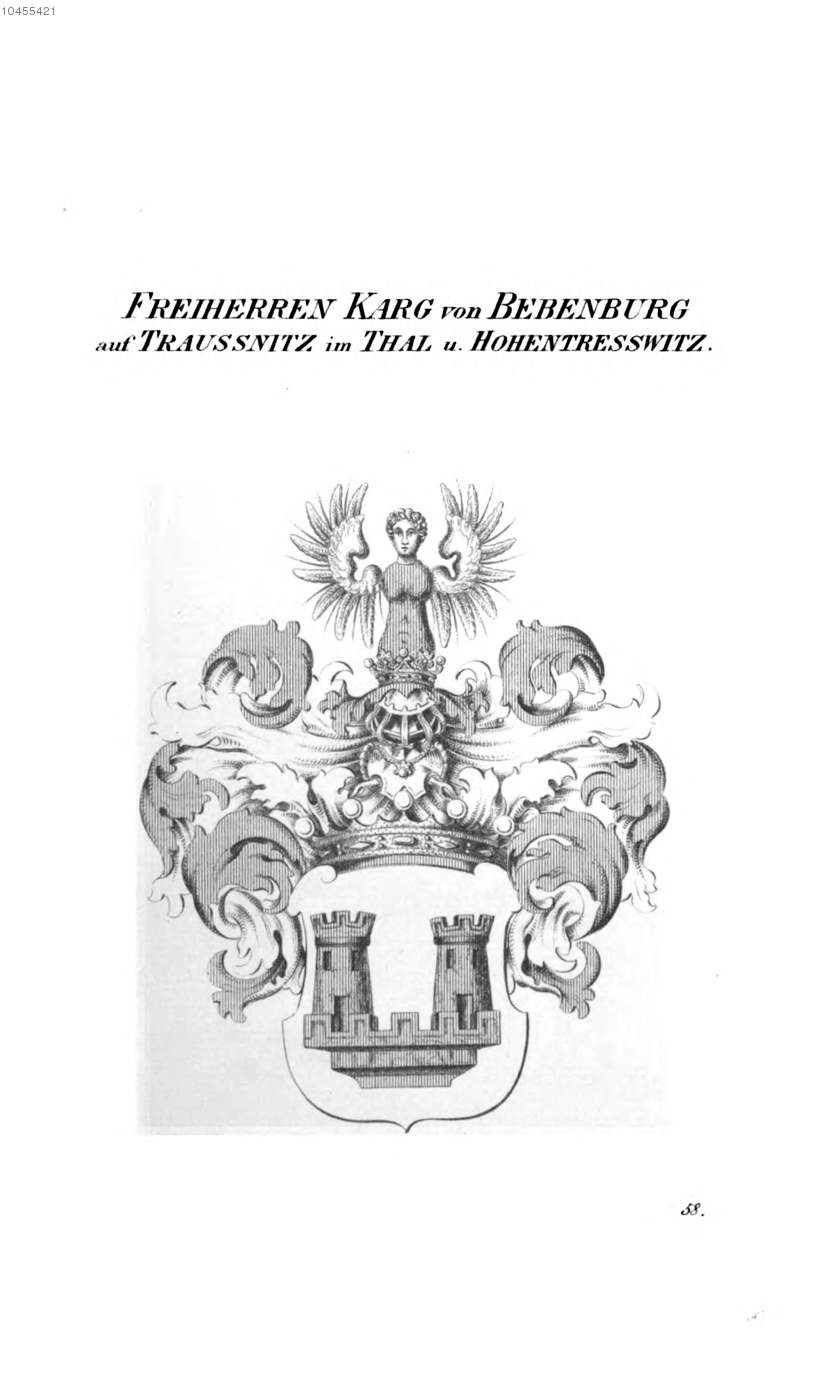
Erb rodu Karg von Bebenburg

Pocházel ze staré německé šlechtické rodiny nobilitované v roce 1615, patřil k bavorsko-rakouské linii. Byl nejstarším ze tří synů c. k. rytmistra Johanna Karla Karga von Bebenburg (1822–1888). První vojenskou průpravu získal na kadetních školách v St. Pölten a Hranicích, v letech 1876–1879 studoval na Tereziánské vojenské akademii ve Vídeňském Novém Městě. V hodnosti poručíka (1879) nastoupil do armády k 73. pěšímu pluku v Terezíně. V letech 1882–1884 si doplnil vzdělání na Válečné škole (K.u.k. Kriegsschule) ve Vídni a v hodnosti nadporučíka byl zařazen do sboru důstojníků generálního štábu (1884). Tři roky strávil službou v Rijece, v roce 1888 byl jako kapitán přeložen ke štábu 5. armádního sboru v Prešpurku. Od roku 1890 vystřídal v rychlém sledu službu v Marosvásárhély (dnes Târgu Mureș v Rumunsku), Budapešti, Zadaru a Lučenci. V roce 1895 byl povýšen na majora a stal se šéfem štábu 13. pěší divize ve Vídni, jako podplukovník byl od roku 1897 šéfem štábu jezdecké divize v Krakově.
V roce 1900 byl povýšen na plukovníka a krátce velel 34. pěšímu pluku v Košicích (1900–1901), následně byl v letech 1901–1906 velitelem 37. pěšího pluku v Oradei. V roce 1906 dosáhl hodnosti generálmajora a převzal velení 64. pěší brigády v Budapešti (1906–1910). V Budapešti setrval krátce i na vyšším postu velitele 31. pěší divize (1910–1911) a k datu 1. května 1911 byl povýšen do hodnosti polního podmaršála. V letech 1911-1912 velel 15. pěší divizi v Miskolci a od roku 1912 byl velitelem 35. pěší divize v Kluži. V Kluži převzal v dubnu 1914 oblastní velitelství uherské zeměbrany a s 38. zeměbraneckou divizí byl v srpnu 1914 povolán na východní frontu. Zúčastnil se prvních bojů v Haliči, ale jako vojevůdce selhal a již v listopadu 1914 byl z fronty odvolán. Byl přidělen k dispozici uherskému ministerstvu zeměbrany. V letech 1915–1916 byl vrchním velitelem jednotek uherské zeměbrany v Budapešti a k datu 1. května 1915 obdržel hodnost titulárního generála pěchoty. O rok později byl odeslán na dovolenou, formálně byl penzionován až po rozpadu monarchie k datu 1. ledna 1919. Poté střídal pobyty v Budapešti a v Dârlosu v Rumunsku, v rumunské armádě mu byla přiznána hodnost divizního generála s nárokem na penzi.

## Tituly a ocenění
Od narození užíval šlechtický titul svobodného pána (Reichsfreiherr), který rodině náležel od roku 1731. Během vojenské služby získal řadu vyznamenání v Rakousku-Uhersku i v zahraničí.

### Rakousko-Uhersko
- Jubilejní pamětní medaile (1898)
- Služební odznak pro důstojníky III. stupně (1904)
- Řád železné koruny III. třídy (1905)
- Vojenský jubilejní kříž (1908)
- Bronzová vojenská záslužná medaile (1910)
- rytířský kříž Leopoldova řádu (1913)
- Služební odznak pro důstojníky II. stupně (1914)
- Řád železné koruny II. třídy s válečnou dekorací (1915)
- Bronzová vojenská záslužná medaile s válečnou dekorací (1917)

### Zahraničí
- Řád červené orlice III. třídy (1896, Německo)
- Řád sv. Stanislava (1896, Rusko)
- komandér Danebrožského řádu (1905, Dánsko)
- Vojenský záslužný kříž (1909, Španělsko)
- Královský řád za vojenské zásluhy I. třídy (1918, Bulharsko)

## Rodina
V roce 1891 se oženil na zámku Marosugra v Sedmihradsku (dnes Ogra v Rumunsku) s hraběnkou Antonií Barborou Hallerovou von Hallerstein (1859–1947) ze staré šlechtické rodiny usazené od 17. století v Uhrách. Z jejich manželství se narodili čtyři synové, Georg Johann (1893–1969), Johann Baptist (1894–1949), Anton Friedrich (1895–1968) a Friedrich Georg (1899–1968). Rodina žila do konce druhé světové války v Budapešti a Rumunsku, po roce 1945 odešli do Německa a jižní Ameriky.